# Beniczky Lajos (ezredes)
Benici és micsinyei Beniczky Lajos (Alsómicsinye, 1813. március 28. (keresztelés) – Pest, 1868. július 16.) honvéd ezredes, kormánybiztos, az 1848–49-es szabadságharc utáni magyar függetlenségi szervezkedések egyik vezetője, Beniczky Irma írónő bátyja.

## Életpályája
Beniczky Lajos és Puch Ágnes fia. Tanulmányait a Selmecbányai Bányászati Akadémián végezte. 1835-ben lépett állami szolgálatba. Zólyom vármegye aljegyzője, majd 1840 és 1842 között alispánja volt. Az 1840-es években Kossuth Lajos híveként és a reformellenzék tagjaként részt vett a vármegye politikai életében.
Batthyány Lajos kormányának megalakulása után a felsőmagyarországi bányavárosok királyi biztosává nevezték ki. E minőségében sikeresen lépett fel a területen kirobbant társadalmi elégedetlenséggel, elsősorban a szlovák nemzetiségi mozgalmakkal szemben. 1848 júliusától részt vett a nemzetőrség szervezésében. Szeptember 20-án Zólyom, Bars, Hont és Turóc vármegyék kormánybiztosává, a vármegyék nemzetőrségének főparancsnokává nevezték ki és megbízták egy tartalék sereg felállításával. A jelentős részben szlovákokból álló nemzetőr serege élén több sikeres ütközetet vívott a Galíciából betörő császári csapatok és szlovák felkelők ellen. December 4-én a budatíni ütközetben győzelmet aratott a Galíciából betört Jozef Miloslav Hurban  vezette szlovák felkelők felett. Hurban császári csapatok támogatásával rövidesen visszatért és december 11-én Budatínnél ismét megütközött Beniczky és Querlonde Ferdinánd alezredes magyar csapataival, de a hátában kitört tömeges népfelkelés hírére a Jablonkai-szoroson át ismét elhagyta az országot. A téli hadjárat megindulásakor a császári csapatok Christian Götz vezérőrnagy vezetésével benyomultak a Vág völgyébe és 1849. január 2-án Budatínnél legyőzték Beniczky csapatait, aki mintegy háromezer fős seregével a bányavárosoknál csatlakozott Görgei Artúr feldunai hadseregéhez.
1849 márciusában, a tavaszi hadjárat első szakaszában Görgei Artúr főparancsnok néhány száz fős különítmény élén kivezényelte a bányavárosok biztosítására. Március 24-én Losoncon  rajtaütött a császáriak közel ezer főből álló különítményén és háromszáz császári katonát fogságba ejtett. Csapataival jelentős szerepet játszott Felső-Magyarország középső részének felszabadításában. 1849 áprilisától ismét Zólyom vármegye és a bányavárosok kormánybiztosaként tevékenykedett. A cári intervenció megindulásakor egy ezerkétszáz fős különítmény élén sikeres gerillaharcot folytatott Grabbe vezérőrnagy Vág völgyébe benyomuló tizennyolcezer fős hadosztálya ellen, majd Komáromnál csatlakozott a magyar főerőkhöz.
A szabadságharc bukása után az aradi hadbíróság kötél általi halálra ítélte, amit később kegyelemből húsz év kényszermunkára változtattak.  1856 végén, az általános amnesztia során kiszabadult, és Pesten egy bányatársaság alkalmazottjaként dolgozott. 1861-ben a Határozati Párt tagja és országgyűlési képviselő lett, mandátumáról azonban 1861 őszén az ideiglenes katonai igazgatás (provizórium) bevezetésekor lemondott.
1864-ben Almásy Pállal és Nedeczky Istvánnal szervezkedésbe kezdett Magyarország függetlenségének helyreállítására, amit a 48-as törvények alapján képzeltek el. Az összeesküvőket (Almásy Pál, Nedeczky István, Lezsák Lajos, Sebess Emil, Szelestey László, Gáspár Lajos, Klementesz Gábor, Vidacs János, Asbóth Lajos, Máriássy Béla, Plachy Lajos, Nedeczky Jenő, Zambelly Lajos) azonban letartóztatták Beniczky Lajossal együtt és Pesten a Károly-kaszárnyában bebörtönözték őket. 1918-ban vált ismertté, hogy a szervezkedés egyik résztvevője, Asbóth Lajos az osztrák rendőrség besúgója volt. Beniczky Lajost  1865 januárjában előbb halálra, majd húsz év várbörtönre ítélték. A kiegyezést követő kiszabadulása után részt vett a honvédegyleti mozgalom szervezésében, a Pest városi honvédegylet és a Honvédegyletek Országos Választmányának egyik alelnöke volt.
1868. július 16-án eltűnt, holttestét néhány nappal később a Dunából fogták ki. Mivel a kiegyezés után is következetesen kiállt a 48-as eszmék mellett, valószínűleg politikai gyilkosság áldozata lett.  Visszaemlékezéseit Steier Lajos rendezte sajtó alá és adta ki Beniczky Lajos bányavidéki kormánybiztos és honvédezredes visszaemlékezései és jelentései az 1848/49-iki szabadságharcról és tót mozgalomról címmel Budapesten 1924-ben.

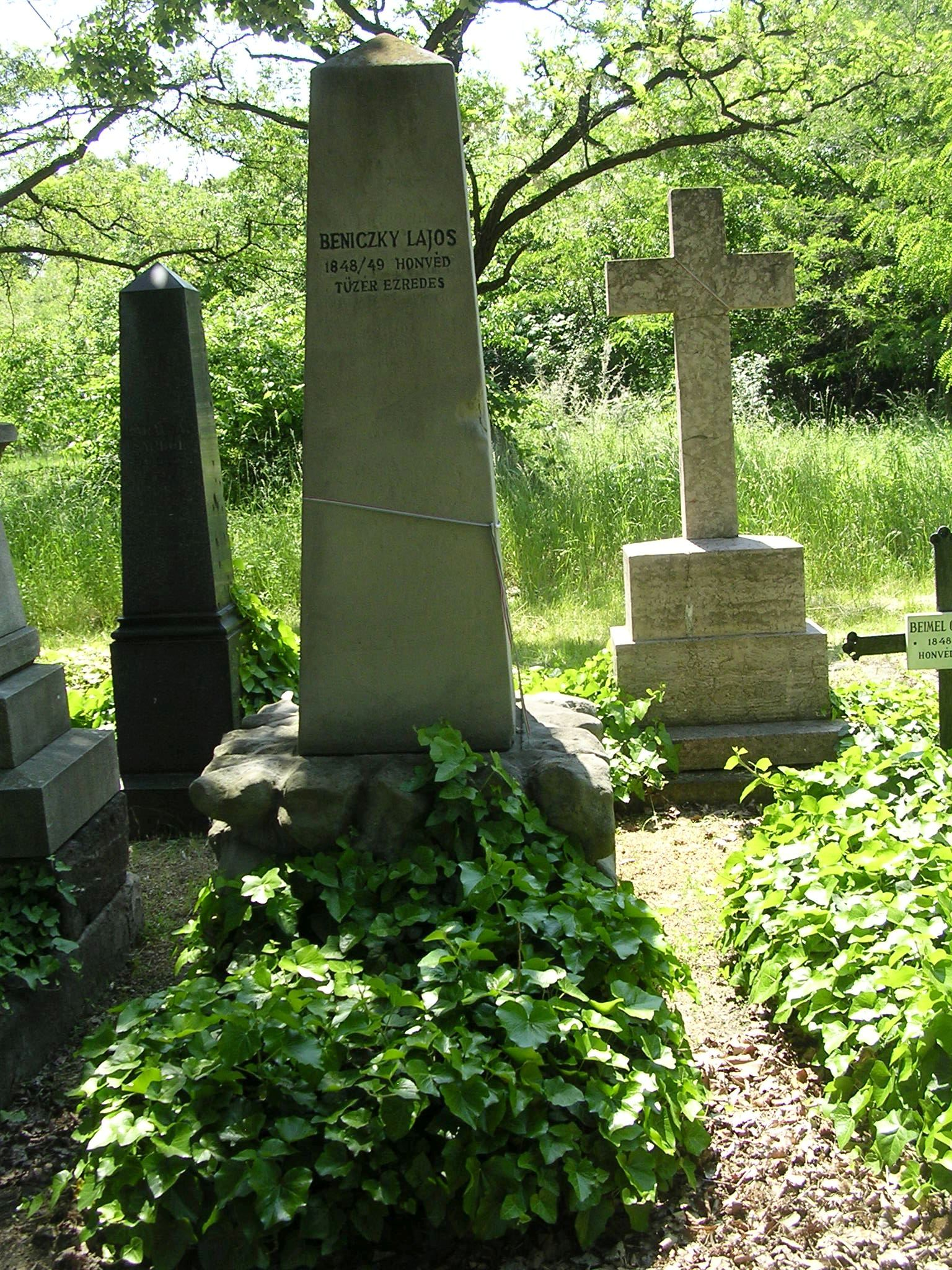
Sírja a Fiumei úti sírkertben, 2005-ben

Maradványait az újpesti régi temetőben hantolták el ünnepélyesen, eredeti  „sírfelirata: »Beniczky Lajos 1848–1849-es honvédezredes. Született 1813. május(!) havában. Megszűnt élni 1868. jul. 16-án. Eltemették 1868. okt. 4-én.« — A fóti plébánia Halottak Anyakönyvéből: »Budae occisus et in Ráckeve e Danubio extractus. Magna cum solemnitate sepultus«. (Budán megöletett és Ráckevén a Dunából kifogatott. Nagy ünnepséggel eltemettetett.)” 1935-re sírja körbeépült, s Beniczky Lajos hamvait áthelyezték a Kerepesi temetőbe a 31/2-es parcellába, az 1848/49-es honvédek sírjainak sorába (31/2-2-27), 2004 óta a Nemzeti Sírkert része.

## Munkái
- Kálmán király és József császár. Pest, 1858. Online
- Kaleidoskop vagy éji álmok. Pest, 1859. Online
- Országgyűlési beszéd. (1861. máj. 25.) Pest, 1861.